# Delfines de Puerto Vallarta
Los Delfines de Puerto Vallarta es un equipo de béisbol que compite en la Liga de Béisbol del Noroeste de México con sede en Puerto Vallarta, Jalisco, México.

## Historia
Los Delfines de Puerto Vallarta fue un equipo sucursal del equipo de la Liga Mexicana de Béisbol Saraperos de Saltillo. Tenía su sede en la ciudad de Puerto Vallarta en el estado de Jalisco. 
Su parque era el Estadio "Agustín Flores Contreras".

## Jugadores

### Roster actual
Por definir.